# Władysław Pieńkowski (architekt)
Władysław Pieńkowski (ur. 28 maja 1907 w Hleżnej k. Lubaru, zm. 24 listopada 1991 w Warszawie) – polski architekt, aktywny głównie w obszarze architektury sakralnej.

## Życiorys
Syn Romualda, pochodził z rodziny Pieńkowskich herbu Suchekomnaty. W 1925 roku uzyskał świadectwo dojrzałości w warszawskim Gimnazjum im. Jana Zamoyskiego. W 1935 roku ukończył studia na Wydziale Architektury Politechniki Warszawskiej. Przed wojną pracował dla Banku Polskiego, realizując gmachy w Chojnicach i Mławie (autorstwo gmachu w Mławie jest też przypisywane Wacławowi Olszewskiemu). Wraz ze Stanisławem Gałęzowskim współautor ekspozycji na wystawach światowych w Paryżu (1937) i Nowym Jorku (1939) oraz kasyna w Tomaszowie Mazowieckim (konkurs w 1935) i kościoła św. Teresy od Dzieciątka Jezus w Radomiu (konkurs w 1935). 
W roku 1937 był referentem i jednym z głównych orędowników wprowadzenia w SARP paragrafu aryjskiego. 
Po wojnie uczył w Szkole Sztuk Plastycznych (później PLSP) w Zamościu, wygłaszał odczyty. W marcu 1946 roku wyjechał do Krakowa, gdzie został docentem Politechniki. W latach 1948–1964 zajmował się głównie architekturą przemysłową pracując w Warszawskim Biurze Projektów Budownictwa Przemysłowego, a następnie Energoprojekcie. 
Resztę życia poświęcił architekturze sakralnej. Swoje doświadczenia z projektowania kościołów zawarł w tekście Elementy funkcjonalne wnętrza kościelnego znajdującym się w książce Budowa i konserwacja kościołów wydanej przez Radę Prymasowską Budowy Kościołów w 1981. 
Nauczał w Państwowej Szkole Architektonicznej im. Stanisława Noakowskiego oraz na Katolickim Uniwersytecie Lubelskim. Był członkiem Rady Prymasowskiej Budowy Kościołów Warszawy oraz członkiem Komisji Sztuki Kościelnej Episkopatu Polski.
26 sierpnia 1942 ożenił się z Marią Barbarą z Kowerskich (1917–2012), z którą miał syna i dwie córki.
Zmarł w Warszawie, spoczywa na cmentarzu Powązkowskim (kwatera 226-1-28,29).

## Twórczość

### Wybrane realizacje cywilne
- Biurowce Central Przemysłu Drzewnego przy ul. Nowogrodzkiej 31/33 i ul. Żurawiej 32/34 w Warszawie (1948)
- Centrala Biura Studiów i Projektów Budownictwa Przemysłowego, ul. św. Barbary 1 w Warszawie (1950–1952)
- Elektrownia Adamów (1959–1960)

### Wybrane obiekty sakralne
- Kościół Niepokalanego Serca Najświętszej Maryi Panny w Szczepanowicach (1938–1948), współautor Stanisław Gałęzowski
- Kościół św. Teresy od Dzieciątka Jezus w Radomiu (1939–1965), współautor Stanisław Gałęzowski
- Kościół Najświętszej Maryi Panny Królowej Polski w Tarnowie-Mościcach (1948–1956), współautor Stanisław Gałęzowski
- Kościół św. Michała Archanioła przy ul. Puławskiej 95 w Warszawie (1949 – konkurs, 1957 – nowa wersja projektu)
- Kościół św. Wawrzyńca w Głowaczowie (1953–1954)
- Kościół księży Orionistów w Parafii Opatrzności Bożej w Kaliszu (1965–1966)
- Kościół Najświętszej Maryi Panny Matki Kościoła w Gostyninie (1971), współautor Bohdan Urbanowicz
- Kościół Dzieciątka Jezus w Warszawie (1975)
- Kościół św. Dominika w Warszawie (1982)
- Kościół Podwyższenia Krzyża Świętego w Opocznie (1985–1995)
- Kościół pw. św. Józefa we Włocławku (1986)

#### Cechy charakterystyczne
W ciągu ponad 50 lat pracy nad architekturą sakralną Pieńkowski wypracował własny, rozpoznawalny styl. Elementami, które powtarzają się w jego realizacjach są żelbetowe prefabrykaty: m.in. „korytka z przeponkami” (stropy), „żyletkowe” prefabrykaty okienne. W celu stworzenia tła dla ołtarza często projektował ceglane reliefy. Chętnie stosował lokalne materiały i surowy beton. Wykorzystywał naturalną kolorystykę budulców. 
Architekt we wnętrzach sakralnych dążył do osiągnięcia wrażenia „ciszy optycznej” i unikał elementów mogących rozpraszać uczestniczących w liturgii.

## Odznaczenia
- Srebrny Krzyż Zasługi (28 kwietnia 1955)[1]
- Brązowa Odznaka SARP (1985)[7]

## Nagrody
- Wyróżnienie (zespołowe) Podkomitetu Literatury i Sztuki Nagrody Państwowej Sekcja Architektury i Urbanistyki za twórczą pracę w dziedzinie architektury przy projekcie i budowie kompleksu Zakładów Przemysłu Tłuszczowego w Klemensowie (1955)[8]
- Nagroda I stopnia Komitetu do Spraw Urbanistyki i Architektury za projekt Zakładów Przemysłu Tłuszczowego w Kruszwicy (1956)[7]
- Nagroda zespołowa I stopnia Ministra Budownictwa i Przemysłu Materiałów Budowlanych za projekt elektrowni Adamów (1966)[7]